# Novellix
Novellix är ett svenskt bokförlag som specialiserat sig på noveller. 2012 blev Novellix, enligt egen uppgift, det första bokförlaget att lansera sina ljudböcker på Spotify. Förlaget ger ut nyskrivna noveller i fickformat fyra gånger om året i serier om fyra. De har även gett ut noveller med särskilda teman, som tyska författare och klassiker. Novellix startade 2011.

## Utgivning i urval
Nedan listas noveller utgivna av Novellix: dels den numrerade serien, dels kortare temaserier.

### Numrerade noveller (2011–)
| Nr | Författare              | Titel                                                                                     | Översättare        | År   |
| -- | ----------------------- | ----------------------------------------------------------------------------------------- | ------------------ | ---- |
| 1  | Jens Liljestrand        | Sandhamn                                                                                  |                    | 2011 |
| 2  | Unni Drougge            | Kärlek ända in i döden                                                                    |                    | 2011 |
| 3  | Jonas Karlsson          | Spår i snön                                                                               |                    | 2011 |
| 4  | Maria Sveland           | Doggy Monday                                                                              |                    | 2011 |
| 5  | Monika Fagerholm        | Arielles första kärlek                                                                    |                    | 2011 |
| 6  | Jonas Hassen Khemiri    | Så som du hade berättat det för mig (ungefär) om vi hade lärt känna varandra innan du dog |                    | 2011 |
| 7  | Cilla Naumann           | Lära sig                                                                                  |                    | 2011 |
| 8  | Johanna Thydell         | Han tänkte på dem som färger                                                              |                    | 2011 |
| 9  | Amanda Svensson         | Jag vill veta var stockrosorna kommer ifrån                                               |                    | 2011 |
| 10 | Jens Lapidus            | Heder                                                                                     |                    | 2011 |
| 11 | Helena Granström        | Skördebrev                                                                                |                    | 2011 |
| 12 | Wille Crafoord          | Gloria                                                                                    |                    | 2011 |
| 13 | August Strindberg       | Ett dockhem                                                                               |                    | 2012 |
| 14 | Karin Boye              | Ella gör sig fri                                                                          |                    | 2012 |
| 15 | Hjalmar Söderberg       | Med strömmen                                                                              |                    | 2012 |
| 16 | Selma Lagerlöf          | Spökhanden                                                                                |                    | 2012 |
| 17 | Arne Dahl               | Migrän                                                                                    |                    | 2012 |
| 18 | Maria Küchen            | Tiden                                                                                     |                    | 2012 |
| 19 | Hassan Loo Sattarvandi  | Om himlen smälter                                                                         |                    | 2012 |
| 20 | Inger Frimansson        | Innan allt har blommat ut                                                                 |                    | 2012 |
| 21 | Linda Olsson            | De blå skorna                                                                             |                    | 2012 |
| 22 | Bengt Ohlsson           | Dummy                                                                                     |                    | 2012 |
| 23 | Karin Ström             | Stamtavla                                                                                 |                    | 2012 |
| 24 | Dogge Doggelito         | Shuno                                                                                     |                    | 2012 |
| 25 | Ulrika Kärnborg         | Mammalia                                                                                  |                    | 2013 |
| 26 | Malte Persson           | Fantasy                                                                                   |                    | 2013 |
| 27 | Stina Stoor             | Ojura                                                                                     |                    | 2013 |
| 28 | Klas Östergren          | Ravioli                                                                                   |                    | 2013 |
| 29 | F. Scott Fitzgerald     | Det sällsamma fallet Benjamin Button                                                      | Alan Asaid         | 2013 |
| 30 | Sylvia Plath            | Johnny Panic och drömbibeln                                                               | Erik MacQueen      | 2013 |
| 31 | Edgar Allan Poe         | Huset Ushers undergång                                                                    | Erik Carlquist     | 2013 |
| 32 | Joyce Carol Oates       | Nattsidan                                                                                 | Johan Theorin      | 2013 |
| 33 | Linda Skugge            | Gnister                                                                                   |                    | 2013 |
| 34 | P. C. Jersild           | Författarnas himmel                                                                       |                    | 2013 |
| 35 | Johanna Koljonen        | Vellumbarnet                                                                              |                    | 2013 |
| 36 | Jerker Virdborg         | Funkislampa                                                                               |                    | 2013 |
| 37 | Karolina Ramqvist       | Farväl, mitt kvinnofängelse                                                               |                    | 2013 |
| 38 | Elsa Billgren           | Man kan vinka till varandra från balkongerna                                              |                    | 2013 |
| 39 | Martina Montelius       | Ulf gråter                                                                                |                    | 2013 |
| 40 | Gun-Britt Sundström     | Början                                                                                    |                    | 2013 |
| 41 | Nikolaj Gogol           | En dåres anteckningar                                                                     | Alan Asaid         | 2014 |
| 42 | Anton Tjechov           | Fästmön                                                                                   | Alan Asaid         | 2014 |
| 43 | Michail Bulgakov        | Livets stråle                                                                             | Alan Asaid         | 2014 |
| 44 | Fjodor Dostojevskij     | En löjlig människas dröm                                                                  | Alan Asaid         | 2014 |
| 45 | Oline Stig              | Hägring                                                                                   |                    | 2014 |
| 46 | Daniel Sjölin           | Alla vill bara gå hem                                                                     |                    | 2014 |
| 47 | Alva Dahl               | Allt har sin tid                                                                          |                    | 2014 |
| 48 | Håkan Nesser            | Herr Kadar                                                                                |                    | 2014 |
| 49 | Helena von Zweigbergk   | Vad det såg ut som                                                                        |                    | 2014 |
| 50 | Stefan Lindberg         | Till havet                                                                                |                    | 2014 |
| 51 | Ida Jessen              | En utflykt                                                                                | Ninni Holmqvist    | 2014 |
| 52 | John Ajvide Lindqvist   | Speciella omständigheter                                                                  |                    | 2014 |
| 53 | Guy de Maupassant       | Pauls flicka                                                                              | Hjalmar Söderberg  | 2014 |
| 54 | Gustave Flaubert        | Ett enkelt hjärta                                                                         | Alan Asaid         | 2014 |
| 55 | Marcel Proust           | Madame de Breyves melankoliska sommar                                                     | Alan Asaid         | 2014 |
| 56 | Simone de Beauvoir      | Marcelle                                                                                  | Magdalena Sørensen | 2014 |
| 57 | Astrid Lindgren         | Luise Justine Mejer                                                                       |                    | 2015 |
| 58 | Astrid Lindgren         | Märit                                                                                     |                    | 2015 |
| 59 | Astrid Lindgren         | Tu Tu Tu!                                                                                 |                    | 2015 |
| 60 | Astrid Lindgren         | Prinsessan som inte ville leka                                                            |                    | 2015 |
| 61 | Astrid Lindgren         | I skymmingslandet                                                                         |                    | 2015 |
| 62 | Hans Gunnarsson         | Enkelrum                                                                                  |                    | 2015 |
| 63 | Ann Heberlein           | Fas 3                                                                                     |                    | 2015 |
| 64 | Khashayar Naderehvandi  | Förhöret                                                                                  |                    | 2015 |
| 65 | Jonas Karlsson          | Inget                                                                                     |                    | 2015 |
| 66 | Karin Boye              | Snäckorna                                                                                 |                    | 2015 |
| 67 | Agatha Christie         | Ett vattentätt alibi                                                                      | Helen Ljungmark    | 2015 |
| 68 | Agatha Christie         | Den blå pelargonen                                                                        | Helen Ljungmark    | 2015 |
| 69 | Agatha Christie         | Döden i floden                                                                            | Helen Ljungmark    | 2015 |
| 70 | Agatha Christie         | Diomedes hästar                                                                           | Helen Ljungmark    | 2015 |
| 71 | Elin Wägner             | De blå silkesstrumporna                                                                   |                    | 2015 |
| 72 | Agnes von Krusenstjerna | Snigeln och flickan                                                                       |                    | 2015 |
| 73 | Stig Dagerman           | Snöblandat regn                                                                           |                    | 2015 |
| 74 | Moa Martinson           | Fjäderbrevet                                                                              |                    | 2015 |
| 75 | Arthur Conan Doyle      | Den blå karbunkeln                                                                        | Tom Wilson         | 2015 |
| 76 | Anna-Karin Palm         | Älven                                                                                     |                    | 2016 |
| 77 | Malou von Sivers        | Var du lycklig, farmor?                                                                   |                    | 2016 |
| 78 | Susanna Alakoski        | Omsorgen                                                                                  |                    | 2016 |
| 79 | Sara Stridsberg         | American Hotel                                                                            |                    | 2016 |

### Tyska noveller (2011)
| Författare             | Titel              | Översättare     |
| ---------------------- | ------------------ | --------------- |
| Felicitas Hoppe        | Abu Telfan         | Sara Eriksson   |
| Silke Scheuermann      | Krig eller fred    | Lena Hammargren |
| Ferdinand von Schirach | Nödvärn            | Lena Hammargren |
| Juli Zeh               | Den skänkta timmen | Anna Lindberg   |

### Nordiska noveller (2012)
| Författare        | Titel               | Översättare     |
| ----------------- | ------------------- | --------------- |
| Merethe Lindstrøm | Kyssen              | Alva Dahl       |
| Gyrðir Elíasson   | Det gula huset      | John Swedenmark |
| Riikka Pulkkinen  | Ett köns bekännelse | Laura Koskela   |
| Jakob Ejersbo     | OK International    | Helena Hansson  |

### Selma Lagerlöf(2013)
- Dödskallen
- Frid på jorden
- Tjänsteanden
- Vägen mellan himmel och jord

### Facknoveller (2014–)
| Nr | Författare                   | Titel                                             | År   |
| -- | ---------------------------- | ------------------------------------------------- | ---- |
| 1  | Nicklas Lundblad             | Om maskiner kunde tänka                           | 2014 |
| 2  | Nina Åkestam                 | Jiroekonomi                                       | 2014 |
| 3  | Pontus Wasling               | Gourmetsyndromet                                  | 2014 |
| 4  | Björn Hedensjö               | De är Vi                                          | 2014 |
| 5  | Mattias Göransson            | Den tunna linjen: Acnegrundarens uppgång och fall | 2016 |
| 6  | Annika Nilsson Lena Winqvist | Hjärnsmart lärande                                | 2017 |

### Hjalmar Söderberg(2016)
- Aprilviolerna
- Blom
- Porträttet
- Tuschritningen och tre andra historietter

### Eller sjunk i havetoch tre andra berättelser om flykt(2016)
| Författare         | Titel                   |
| ------------------ | ----------------------- |
| Zulmir Becevic     | Du och jag mot världen  |
| Marjaneh Bakhtiari | Farväl till dem på land |
| David Mohseni      | Eller sjunk i havet     |
| Ania Monahof       | Lilla asken             |

### Grannar (2017)
| Författare        | Titel                         | Översättare           |
| ----------------- | ----------------------------- | --------------------- |
| Aris Fioretos     | Rapport från den täta världen |                       |
| Augustin Erba     | Hiwa                          |                       |
| Elsie Johansson   | Höra stenarna sjunga          |                       |
| Josefine Klougart | Regn                          | Johanne Lykke Holm    |
| Kim Thúy          | Hitomi                        | Marianne Tufvesson    |
| Kjell Westö       | Midsommar med herr Laakso     |                       |
| Lars Norén        | De sista rummen               |                       |
| Lydia Davis       | Våra främlingar               | Malin Bylund Westfelt |
| Merethe Lindstrøm | Ödelagda städer               | Urban Andersson       |